# Репаш
Репаш је насељено место у саставу општине Молве у Копривничко-крижевачкој жупанији, Република Хрватска.

## Историја
До територијалне реорганизације у Хрватској налазио се у саставу старе општине Ђурђевац.

## Становништво
На попису становништва 2011. године, Репаш је имао 468 становника.

## Попис1991.
На попису становништва 1991. године, насељено место Репаш је имало 576 становника, следећег националног састава:
| Попис 1991.‍  | Попис 1991.‍  | Попис 1991.‍ | Попис 1991.‍ | Попис 1991.‍ |
| ------------ | ------------ | ----------- | ----------- | ----------- |
|              |              |             |             |             |
| Хрвати       | Хрвати       |             | 575         | 99,82%      |
| неопредељени | неопредељени |             | 1           | 0,17%       |
| укупно: 576  |              |             |             |             |